# 狼の口 〜ヴォルフスムント〜
『狼の口 〜ヴォルフスムント〜』（ヴォルフスムント）は、久慈光久による日本の漫画作品。

## 概要
エンターブレイン発行の隔月誌『Fellows!』Vol.3（2009年2月14日発売）より連載を開始し、同誌が年10回刊『ハルタ』へと誌名変更された後も連載を継続し、Vol.38（2016年10月16日発売）にて完結した。
『Fellows!』時代は基本的に隔号掲載（年3回掲載）だったが、『ハルタ』ではその特殊な刊行周期故に不定期掲載となっていた（ただし年3回以上掲載されるため、掲載ペースは上昇している）。2014年2月発売の『ハルタ』volume11からは隔月ペースでの連載に移行した（偶数月発売号に掲載）。
筋肉少女帯のアルバム『最後の聖戦』収録の「タチムカウ -狂い咲く人間の証明-」が、本作のインスピレーションとなったことをコミックス8巻（最終巻）の著者後書きに記している。

## あらすじ
中世、アルプス山脈。ドイツとイタリアを最短距離で結ぶ交通の要衝であるザンクト・ゴットハルト峠は、アルプス山脈に住まう人々に交易による大きな利益をもたらしていた。
峠に権益を持つウーリ、シュヴァイツ、ウンターヴァルデンの森林同盟三邦は既得権益と自由を守るため、13世紀末に盟約者同盟を結成したが、峠の権益を狙うオーストリア公ハプスブルク家によって三邦は占領され、圧政が敷かれてしまう。これに対抗する盟約者同盟の闘士たちは、独立を取り戻すために地の利を活かして抵抗を続けていた。
しかし、14世紀初頭になると、ハプスブルク家によってザンクト・ゴットハルト峠には堅牢な砦からなる『狼の口（ヴォルフスムント）』と呼ばれる関所が設けられ、三邦の民衆は内部に閉じ込められるようになった。ヴォルフスムントの代官ヴォルフラムは、その悪魔的な洞察力で、関所を抜けようとする同盟の闘士などの密行者を見つけては残虐に処刑し、民衆に恐れられていた。対する闘士たちは、様々な犠牲を払いつつ、英雄ヴィルヘルム・テルの息子ヴァルターを旗頭とし、来るべき叛乱のための準備を進めていく。
そして、1315年10月15日。ヴォルフスムント建造前からイタリア側に取り残されていた領外の闘士たちと、三邦の闘士たちが決起し、ヴォルフスムントへの攻撃を開始した。ヴォルフラムの悪意を形にしたようなヴォルフスムントの防備、仕掛けに数多くの犠牲を出しながらも、その屍を文字通りに踏み越え、同盟団はヴォルフスムントを陥落せしめた。隠れていたヴォルフラムもヴァルターとの死闘の末捕えられ、串刺し刑となって処刑された。

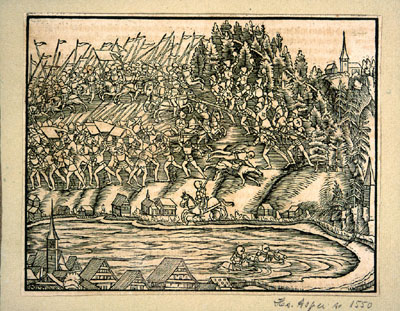
モルガルテンの戦い

闘士たちは、更に三邦それぞれで叛乱を起こす。強大なハプスブルク軍の前にハインツ率いる兵団が全滅するなど苦戦を強いられるものの、ついにモルガルテンの戦いにおいてオーストリア公弟レオポルト率いる大軍を退ける事に成功する。レオポルトは再起を誓い、ハプスブルク家は以降200年に亘って侵攻を試みるが、スイスは現在に至るまで存続を守り続ける。

## 登場人物

### 狼の口(関所)、ハプスブルク家
ヴォルフラム
ハプスブルク家から関所へ派遣されたヴォルフスムントの代官。容貌は微笑を浮かべた優男風。関所の通行管理を任されている。密行容疑者を拷問し、処刑し、それを関所の外に晒すことを愉しんでいるサディストであり、関所を通ろうとする者から恐れられている。密行者を見抜く術に長け、その理由を幼少期に苦労が多かったためと語っているが、本編では詳細は明かされない。
ヴォルフスムント陥落時には城内の隠し部屋に隠れており、捜索にきたヒルデを不意打ちで刺殺し、ヴァルターを短剣術で圧倒するも、ついには捕えられる。やがて来るであろう公弟レオポルト率いる軍に盟約者団を取り成すことで自身の命を担保しようとしたが、まったく受け入れられず、盟約者団によって生きたまま肛門から口まで杭を貫く串刺し刑に処せられた。その串刺しとなった死骸はモルガルテンの戦いにおいて、公弟レオポルトの前に投げ落とされ、同盟団の策略で混乱に陥っていた騎士たちの馬によって、粉みじんに踏み潰された。
ブルクトー
ヴォルフスムントに駐留する騎士の一人。無骨な雰囲気の男で、顎から鼻の下に掛けて大きな傷があり、上下の前歯を失くしている。この傷は1話で盟約者団の騎士に負わされたものであり、そのために縁談が破談になるなど、盟約者団には恨みを抱いていた。
ヴォルフスムントの防衛戦でも盟約者団闘士を数多く屠っていたが、ヴォルフラムがブルクトーを捨て駒に逃げたことを知った際に驚き、その隙を突かれ盟約者団闘士の集中攻撃にあって惨殺され、首を晒された。
レオポルト
オーストリア公の弟で、三邦を実質的に占領統治している。ヴォルフラムに対してはそのミスを叱責することもあるが、全般的に信頼している様子。
ルートヴィヒ4世に唆されたオーストリア貴族の叛乱に対処していた兄フリードリヒの救援のために三邦を離れた隙に叛乱が起きる。
総数1万を超える圧倒的な兵力を率いて三邦に帰還し、再征服を目論むが、逃げる盟約者団を追撃せんとエーゲリ湖とモルガルテン山に挟まれた細い道路に騎士隊を進め、同盟団の策略に嵌り脱出不可能な状況に追い込まれた。進退窮まったところを、山の上から盟約者団に石や丸太、果てはヴォルフラムの串刺しの死骸を狭路に投げ落とされた上、後方から襲撃してきた盟約者団本隊に攻撃され、主力であった騎士をほぼ全滅させられた。レオポルト本人はエーゲリ湖を泳いで逃亡することに成功するが、途中でヴァルターに襲撃されて傷を負った。完膚なきまでの大敗に涙を流して反撃を誓ったが、その願いは後世まで叶わなかった。
フリードリヒ
レオポルトの兄で時のオーストリア公。レオポルトと共に領内の統治をしつつ、神聖ローマ皇帝を目指している。弟レオポルトとの関係は良好。

### 盟約者団
ヴァルター
アルプスでその名を知らない人は居ないと言われる三邦の英雄ヴィルヘルム・テルの息子。弓（クロスボウ）の腕前とクライミング技術は父仕込み。父ヴィルヘルムは、ヴァルターが幼いころにヴァルターの頭上にリンゴを乗せ、そのリンゴをクロスボウで撃ち落とすよう、代官に命ぜられたことがある。
イタリア側の盟約者団と連絡を取り、かつ団員たちを闘士として鍛えるべく、父と共に山越えで三邦領外へと向かうも、ヴォルフラムの襲撃を受け、ヴィルヘルムを失いたった一人で領外に逃げ延びる。志半ばにして倒れた父の意志を継ぎ、盟約者団の中でも旗頭としてヴォルフスムント攻城戦に参加する。
祖父、母と弟は三邦に残していたが、叛乱計画を嗅ぎつけたヴォルフラムに捕えられ、祖父は拷問の末に死亡。母と弟はヴァルターの目前で餓えた狼に食い殺されている。
潜伏していたヴォルフラム捜索の際に、ヴォルフラムによって重傷を負わされ、療養のため三邦それぞれの叛乱からは外されていたが、モルガルテンの戦いには傷を押して湖上から援護射撃を行う。続いて湖を泳いで逃げるレオポルトを追撃し、随伴する部下を全滅させ、本人にも一太刀を浴びせることに成功する。部下との戦いで深手を負ったため、レオポルトを殺すことは叶わなかったものの、その鬼気迫る様相で彼の心胆を寒からしめた。
最後には血塗れの状態で意識を失って倒れ、微笑を浮かべたままエーゲリ湖に水死体のごとく浮かぶが、その後の生死は明確に描かれていない。
グレーテ（女将）
ヴォルフスムントに隣接する宿屋を経営する美しい女性。通称、女将（おかみ）。盟約者団と繋がりがあり、ヴォルフスムントを抜けようとする密行者や盟約者団の闘士たちを宿で支援している。
イタリア側から三邦の盟約者団へ決起の準備完了の連絡に来た少女を救った際、ヴォルフラムに正体が露見して縛り首となり、ヴォルフスムントにさらされた。
宿屋の常客の中には、女将が盟約者団関係者だったことを知らずに利用していた者もいた。
ヒルデ
盟約者団の戦士で「シュヴァイツの切り裂きヒルデ」と異名をとる。その二つ名を聞くだけでオーストリア兵たちが逃げ出すほど。月鎌を左右の手にそれぞれ持つ二刀流でオーストリア兵を切り裂く。
かつては、シュヴァイツで牛飼いの夫と暮らしていたが、夫をハプスブルク家との抗争で殺されてしまい、復讐鬼と化してハプスブルク家との戦いに身を投じてきた過去を持つ。可愛いことで評判だったらしい。ヴァルターと共に攻城戦に参加したが、ヴォルフラム捜索の際に不意を討たれて刺殺される。
ヘルマン
盟約者団の領内同志のまとめ役になっている人物で、恰幅の良い中年の男性。ウーリ民会議長を務め、「ウーリのかしら」と呼ばれる。
捕えたヴォルフラムに処遇を通達すると共に処刑開始の合図を行った。
ハインツ
盟約者団のシュヴァイツ代表。代表としてヴォルフラムの処刑、串刺しの串を打ち込む執行人も務めた。
右ほほに十字の傷があり、シュヴァイツ州代官所（城塞）襲撃の際には農民兵団の戦闘指揮を執ると共に、左ほほに後のスイスの国旗（シュヴァイツ州旗）に似た印を塗っている。女性には優しい。妻(カタリーナ)を闘いが始まった頃に殺された。第26話の扉絵は彼と馬の世話をする女性(おそらく妻)が描かれている。
戦闘指揮者として後方から指揮を執ることも多いが、ここぞという時は自ら矢面に立つ。城塞を陥落させることには成功したが、公弟レオポルト率いる大軍の前に籠城するも城塞ごと粉砕され、戦死する。
ロルフ
盟約者団のウンターヴァルデン代表。代表としてヴォルフラムの処刑、串刺しの串を打ち込む執行人も務めた。
顎鬚をたくわえており、髪と鬚は黒ベタ。
ユヴェール
イタリア側から決起の準備完了の連絡に来た少女。母のツェーデルとともにルガノから来たが、関所で彼女だけが通すことを許され、ツェーデルはその後水死。母から教わった「あなたの家畜は馬？それとも羊？」→「山羊」の合言葉で盟約者団の同胞を探し、女将に伝えた。その後盟約者団が面倒を見ることになった。
ヨハンナ
主人の命令で紋章を届けた女性。女将の知り合い。関所で捕まり、死亡。
クルト
ウンターバルテンの山羊飼い、男手一つで育てた一人娘を殺された過去がある。凧に乗って侵入したが、ブルクトーに捕まえられて死亡。
バルバラとアルベルトの兄妹
幼い頃ヴォルフラムに両親を殺されたが、事情も知らず、まだ小さいからと見逃された兄妹。とはいえ、ただ見逃されたわけではなく、それぞれ片目を潰される。ヴァルターが山を越える際に囮として関所へ入り込み、そして殺された。

## 用語
ギリシア火
イタリア側盟約者団が入手していた新兵器の1つ。焼夷兵器であり、水をかけても燃え広がるだけ。しかし、ヴォルフラムもギリシア火を入手しており、ヴォルフスムントの屋根などはギリシア火ですら燃え広がらないような材質が使用されていた。
手砲（ハンドゴン）
イタリア側盟約者団の新兵器の1つ。火薬が仕込まれた筒状の兵器で、城門や扉を簡単に破壊できるほどの威力を持つが、筒の強度不足から使用者も爆散するという自殺兵器。
マンゴネル
ヴォルフスムント攻城戦で使用された投石機。石や金属製の球体の他、前述のギリシア火も投擲される。ヴォルフスムントの守備用に備えてあったものは陥落後、農民兵の武器として使用されている。
公弟レオポルト率いる大軍は、トレビュシェットにも似た大型のものを使用しており、照準の精度は悪いが、4機を用いてシュヴァイツの城塞を粉砕した。

## 評価
多根清史は、ハプスブルク家の苛烈な圧政という「史実」があったことを下敷きにしているとは言え、代官ヴォルフラムが紳士な顔で楽しそうに残酷な処刑を執行させるようすを「倒錯した快感さえ覚える」と評している。また、攻城戦も死屍累々の描写が長く続いた後、ついに捕えられたヴォルフラムが何ページにも渡り「尻から口まで串刺しの刑」で苦悶の内に死に行くさまが「爽やかな余韻を残す前代未聞の読後感」と評している。
コミックス4巻の発売時には有隣堂藤沢店にて原画展が開催された。

## 書誌情報
- 久慈光久『狼の口 〜ヴォルフスムント〜』 エンターブレイン発行、角川グループパブリッシング発売→KADOKAWA〈ビームコミックス〉、全8巻
  1. 2010年2月15日発行、ISBN 978-4-04-726318-5
  2. 2010年10月15日発行、ISBN 978-4-04-726761-9
  3. 2011年11月15日発売、ISBN 978-4-04-727630-7
  4. 2012年9月15日発売、ISBN 978-4-04-728360-2
  5. 2013年10月16日発売、ISBN 978-4-04-729244-4
  6. 2014年10月14日発売、ISBN 978-4-04-729972-6
  7. 2015年11月14日発売、ISBN 978-4-04-730780-3
  8. 2016年11月15日発売、ISBN 978-4-04-734321-4
- 久慈光久『狼の口 revised edition』 KADOKAWA〈青騎士コミックス〉、全4巻
  1. 2023年7月20日発売、ISBN 978-4-04-737552-9
  2. 2023年7月20日発売、ISBN 978-4-04-737553-6
  3. 2023年8月19日発売、ISBN 978-4-04-737554-3
  4. 2023年9月20日発売、ISBN 978-4-04-737555-0